# Société de l’histoire de France

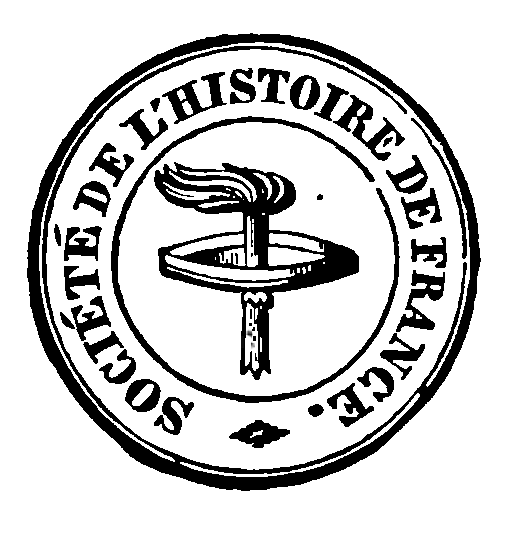
Logo der Société de l’histoire de France

Die Société de l’histoire de France (SHF) („Gesellschaft für die Geschichte Frankreichs“) ist eine 1833 gegründete gelehrte Gesellschaft Frankreichs. Von François Guizot, damals Minister für öffentlichen Unterricht, als private Organisation ins Leben gerufen, sollte sie die nach der Französischen Revolution zum Erliegen gekommene Forschung zur nationalen Geschichte Frankreichs wiederbeleben.
Die 1851 von Napoleon III. für gemeinnützig erklärte Gesellschaft war vor allem bestimmt, Texte und Dokumente zur nationalen Geschichte Frankreichs zu veröffentlichen und gegebenenfalls zu übersetzen. Ursprünglich auf Forschungen für die Zeit vor der Einrichtung der Generalstände von 1789 beschränkt, wurde der Zuständigkeitsbereich durch Integration der Société d’histoire contemporaine im Jahr 1927 ausgedehnt und umfasst nun die gesamte französische Geschichte bis zur Gegenwart. 
Die Mitgliedschaft steht gleichermaßen Fachwissenschaftlern und Amateuren aus dem In- und Ausland offen. Die Anzahl der Mitglieder ist unbegrenzt. Die Aufnahme erfolgt auf Vorschlag eines Mitglieds durch den Rat der Gesellschaft. Dieser Rat besteht aus 40 gewählten Mitgliedern der Gesellschaft und umfasst einen Präsidenten, einen Ehrenpräsidenten sowie zwei Vizepräsidenten, zudem einen Sekretär und dessen Stellvertreter, einen Archivar und einen Schatzmeister. Alle Mitglieder des Rates mit Ausnahme des Ehrenpräsidenten werden für ein Vierteljahr bestimmt. Der Rat tritt monatlich zusammen und bestimmt unter anderem über die zu publizierenden Werke und benennt die hiermit zu betrauenden Autoren.
Die von der Gesellschaft bislang herausgegebenen Veröffentlichungen umfassen mehr als 500 Titel – allein in den ersten 18 Jahren publizierte sie rund 50 Bände in einem Gesamtumfang von etwa 20.000 Seiten, finanziert aus den Mitgliedsbeiträgen ihrer damals rund 200 Mitgliedern und einem hin und wieder gewährten geringen Zuschuss des Bildungsministeriums. Im 19. Jahrhundert gehörte die Société de l’histoire de France neben der École nationale des chartes und der erst 1868 gegründeten École pratique des hautes études zu den drei wichtigsten Institutionen historischer Forschung in Frankreich. Seit 1863 gibt sie jährlich ein Annuaire-Bulletin de la Société de l’Histoire de France heraus – zuvor waren Annuaire und Bulletin getrennte Publikationsorgane. Zweimal im Jahr finden Versammlungen der Gesellschaft statt, darüber hinaus werden Kolloquien veranstaltet. 